# オモ写
オモ写（オモしゃ）とは、オモチャを撮影した写真作品のことである。オモチャと写真を組み合わせたかばん語である。
- 狭義には、フィギュア（アクションフィギュア）などを生きているかのように撮影した写真作品のこと。
- 広義には、種類によらずオモチャを撮影した写真のこと。

## 概要
2015年11月にtwitterにて「オモチャの写真をオモ写と呼ぶ」という内容のツイートが発信された。以後、フィギュアなどの写真を撮影していたtwitterユーザーに広がり、言葉として認知されるに至った。
一般的には、記録などの目的で撮影されるわけではないため、芸術写真の一種と捉えることもできる。
年に一度だけオモ写コンテストが開催される。